# Stosunki polsko-panamskie

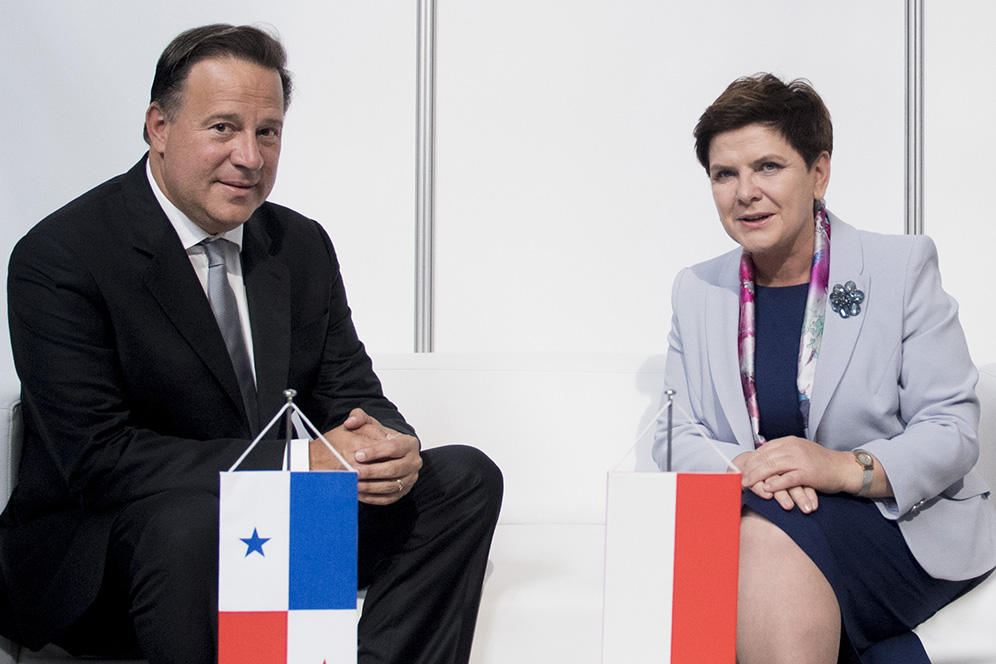
Spotkanie prezydenta Panamy Juana Carlosa Vareli i premier Polski Beaty Szydło, 2016

Stosunki polsko-panamskie obejmują kontakty polityczne, gospodarcze, kulturalne i naukowe. 
Stosunki dyplomatyczne między oboma państwami zostały nawiązane w 1933 roku. Od 2016 roku ponownie funkcjonuje Ambasada RP w Panamie. W historii stosunków polsko-panamskich tylko raz miała miejsce wizyta na szczeblu głowy państwa (w 2016 roku wizytę w Polsce złożył prezydent Panamy Juan Carlos Varela).
Podstawę stosunków gospodarczych stanowi Układ Stowarzyszeniowy między Unią Europejską i Ameryką Środkową z 2012 roku. W 2023 roku wartość polskiego eksportu do Panamy wyniosła 46 mln USD, zaś import z Panamy do Polski wyniósł 14,7 mln USD. Ambasada RP w Panamie włącza się w działania z zakresu promocji gospodarczej i kulturalnej. Współpracę z uczelniami panamskimi nawiązały Uniwersytet Jagielloński i Uniwersytet Morski w Gdyni.